# Style
„Style” este un cântec al grupului muzical britanic Mis-Teeq. Acesta fost compus de grupul Stargate pentru cel de-al doilea material discografic de studio al grupului, Eye Candy. Piesa a fost lansată ca cel de-al treilea single al albumului pe data de 17 noiembrie 2003.
Discul a obținut locul 13 în UK Singles Chart, devenind primul cântec al grupului ce nu obține o clasare de top 10. „Style” a câștigat poziții de top 40 și în Finlanda și Irlanda, ajungând până pe locul 48 în topul european.

## Lista cântecelor
Disc single distribuit în Regatul Unit
1. „Style” (editare radio) — 3:17
2. „Style” (remix 1 de Delinquent) — 5:12
3. „Style” (remix 2 de Delinquent) — 4:42

## Clasament
| Clasament             | Poziția maximă | Referință |
| --------------------- | -------------- | --------- |
| Euro 200              | 48             | [ 4 ]     |
| Finland Singles Chart | 18             | [ 3 ]     |
| Ireland Singles Chart | 38             | [ 3 ]     |
| UK Singles Chart      | 13             | [ 3 ]     |